# Dipartimento della Meurthe
La Meurthe è stato un dipartimento francese con capoluogo Nancy. Fu soppresso in seguito all'annessione dell'Alsazia-Lorena da parte dell'Impero tedesco nel 1871.
Il dipartimento della Meurthe fu istituito con decreto del 4 marzo 1790, durante la Rivoluzione francese, da una porzione dell'antico Ducato di Lorena; prese il nome dal fiume Meurthe che lo attraversa. Nel 1866 comprendeva 714 comuni, su una superficie di 6.070 km² era suddivisa in cinque arrondissement: Nancy, Château-Salins, Lunéville, Sarrebourg e Toul.

## Storia
Dopo la sconfitta francese nella guerra franco-prussiana del 1870-1871, la parte nordorientale del dipartimento della Meurthe fu annessa all'Impero tedesco dal Trattato di Francoforte: il 18 maggio 1871 quasi un terzo del suo territorio, corrispondente all'incirca agli arrondissement di Château-Salins e Sarrebourg divenne parte dell'Elsaß-Lothringen. I rimanenti due terzi furono uniti con un quinto del dipartimento della Mosella (l'arrondissement di Briey), scampato all'annessione, e il 7 settembre 1871 nacque il nuovo dipartimento della Meurthe e Mosella (5.246 km²), con capoluogo Nancy.
Nel 1919, in seguito alla vittoria nella prima guerra mondiale, l'Alsazia-Lorena tornò alla Francia in forza del Trattato di Versailles, tuttavia non vennero ripristinati i dipartimenti preesistenti. La Meurthe-et-Moselle rimase tale e la parte di Meurthe e di Moselle a suo tempo annessa dalla Germania diedero vita al "nuovo" dipartimento di Mosella, con nome invariato, ma confini diversi. Il comune di Raon-lès-Leau rivendica ancora oggi la foresta di 1.000 ettari che Bismarck esigette per controllare la sommità, strategicamente importante, della collina di Donon, foresta che passò dopo la guerra al comune alsaziano di Grandfontaine.

## Popolazione
Al censimento del 1866, il dipartimento della Meurthe contava una popolazione di 428.387 abitanti. Nel 1872 dopo l'annessione il nuovo dipartimento di Meurthe-et-Moselle contava 365.137 abitanti.
Al censimento del 1999, nei confini dell'antico dipartimento della Meurthe vivevano 647.307 abitanti; d'altra parte nello stesso anno la Meurthe-et-Moselle aveva una popolazione di 713.779 abitanti.